# Stor-Tallträsket
Stor-Tallträsket är en sjö i Sorsele kommun och Storumans kommun i Lappland och ingår i Umeälvens huvudavrinningsområde. Sjön har en area på 1,16 kvadratkilometer och ligger 519,1 meter över havet.

## Delavrinningsområde
Stor-Tallträsket ingår i det delavrinningsområde (726343-153771) som SMHI kallar för Utloppet av Stor-Tallträsket. Medelhöjden är 539 meter över havet och ytan är 7,32 kvadratkilometer. Det finns inga avrinningsområden uppströms utan avrinningsområdet är högsta punkten. Vattendraget som avvattnar avrinningsområdet har biflödesordning 4, vilket innebär att vattnet flödar genom totalt 4 vattendrag innan det når havet efter 318 kilometer. Avrinningsområdet består mestadels av skog (67 procent). Avrinningsområdet har 1,59 kvadratkilometer vattenytor vilket ger det en sjöprocent på 21,7 procent.